# Eskorpion
Eskorpion és una pel·lícula basca del 1989 dirigida per Ernesto Tellería Errasti i produïda pel seu germà Alberto de Krabelin Filmak.

## Argument
Emilio Gaínza torna a Ikaza, un poble fronterer i aïllat, del que va marxar després de la Guerra Civil espanyola. Tot i que la majoria ja no el recorda, aviat provoca recels que deriven cap a una animadversió. Aquest sentiment es torna compassió quan s'assabenten que ha tornat per suïcidar-se. Però com que triga en dur a terme el seu propòsit, durant la celebració del carnestoltes es produïrà un esclat de violència col·lectiva.

## Repartiment
- François Beukelaers: Emilio
- Agnès Château: Marta
- Antonio Resines: Arroniz
- Jean-Claude Bouillaud: Fermin
- Roger Ibáñez: On Anselmo
- Klara Badiola Zubillaga: Silvia
- Felipe Barandiaran: Patrizio
- Txema Blasco: Orbea
- Mikel Garmendia: Henrike
- Jordi Dauder: Lorenzo

## Producció
Amb un pressupost de 115 milions de pessetes i una subvenció del govern basc, fou rodada a diversos llogarets del Baztan (Zubieta, Ituren, Bertiz, Arraioz i Irurita) amb un repartiment internacional.

## Estrena
Fou exhibit a la secció "Pantalla Oberta" del Festival Internacional de Cinema de Sant Sebastià 1989. Fou estrenada oficialment a Vitòria el 20 de gener de 1989 i al Cine Urrutia-3 de Bilbao el 10 de febrer del mateix any.